# Андре Марі
Андре Марі (фр. André Marie; 3 грудня 1897, Онфлер, департамент Кальвадос — 12 червня 1974, Руан
) — французький політик і державний діяч, Голова ради міністрів Четвертої республіки з 26 липня по 28 серпня 1948 року.

## Життєпис
Андре Марі народився в комуні Онфлер. У 1909 році сім'я Марі переїхала в Руан.
У 1916 році, майже відразу після закінчення навчання в Руані, Андре Марі був покликаний на військову службу. Марі відважно боровся на фронтах Першої світової війни, і за час служби отримав два поранення.
У 1922 році Марі почав кар'єру адвокатом.
З 1928 по 1962 роки дев'ять разів обирався від департаменту Приморська Сена до Національних Зборів.
Свій перший державний пост Андре Марі отримав у1933 році як заступник держсекретаря по Ельзас-Лотарингії. Ще до Другої світової війни він неодноразово призначався держсекретарем і представником Франції в Лізі Націй.
Після вторгнення вермахт а до Франції іде добровольцем на фронт капітаном артилерії. Під час одного з боїв був полонений і інтернований в містечко Саарбург (Sarrebourg). Тому він не взяв участі в голосуванні Національних Зборів з передачі владних повноважень  режиму Віші, який очолив маршал Анрі Філіпп Петен.
В 1941 Андре Марі був звільнений з полону. Оскільки Марі відкидає диктаторську політику режиму Віші, він відмовляється від усіх політичних посад і вступає в Рух Опору. В результаті зради, у вересні 1943 року був заарештований гестапо і 16 грудня 1943 був відправлений до Бухенвальду. У цьому страшному концентраційному таборі Марі перебував до 11 квітня 1945 р., коли там спалахнуло знамените повстання, а через два дні табір був зайнятий американськими військами.
Після повернення до Франції, Андре Марі незабаром знову зайняв чільне місце в політичному житті країни. В 1947 Марі призначений міністром юстиції в уряді Поля Рамадьє. 
З 27 липня 1948 року Андре Марі після відставки  Робера Шумана був призначений головою ради міністрів, але його кабінет проіснував лише місяць. Однак після відставки був заступником прем'єр-міністра при Анрі Кеї, де займався налагодженням роботи міністерства юстиції.
У серпні 1951 — червні 1954 він був міністром освіти. За його ініціативи були прийняті ряд законів, які суттєво допомогли розвитку приватних шкіл.